# Charles Kamathi
Charles Kamathi (Kenia, 18 de mayo de 1978) es un atleta keniano, especialista en la prueba de 10000 m, en la que ha logrado ser campeón mundial en 2001.

## Carrera deportiva
En el Mundial de Edmonton 2001 ganó la medalla de oro en los 10000 metros, con un tiempo de 27:53.25 segundos, llegando a la meta por delante de los etíopes Assefa Mezgebu (plata) y Haile Gebrselassie (bronce).